# Cyproniscus crossophori
Cyproniscus crossophori is een pissebed uit de familie Cyproniscidae. De wetenschappelijke naam van de soort is voor het eerst geldig gepubliceerd in 1901 door Stebbing.